# Rosja na Letniej Uniwersjadzie 2009
Rosję na Letniej Uniwersjadzie w Belgradzie reprezentowało 308 zawodników. Rosjanie zdobyli 76 medali (27 złotych, 22 srebrne i 27 brązowych) i zajęli pierwsze miejsce w klasyfikacji medalowej. 
Sporty drużynowe w których Rosja brała udział:
| Dyscyplina  | Mężczyźni | Kobiety |
| Koszykówka  | ✔         | ✔       |
| Piłka nożna |           | ✔       |
| Piłka wodna | ✔         | ✔       |
| Siatkówka   | ✔         | ✔       |